# Hanna Schwamborn
Hanna Schwamborn (4 september 1992) is een Duits actrice, die in de film De brief voor de koning naar het verhaal van Tonke Dragt de rol van jonkvrouw Lavinia speelt.
Haar eerste film was Good Bye, Lenin! (2003), waarin ze de rol van Carla, het kleine zusje van Daniel Brühl, speelt. In 2008 was ze te zien in de film Love and other crimes tijdens de Berlinale, het Filmfestival van Berlijn, en ook in de film Stella und der Stern des Orients.
Verder speelt Schwamborn rolletjes in diverse Duitse televisieseries. Schwamborn woont in Berlijn.

## Filmografie
- Gemeinsame Normdatei: 141724188
- International Standard Name Identifier: 0000 0003 7189 3670
- Library of Congress Control Number: no2012121276
- Virtual International Authority File: 146167122